# Джон Остром
Джон Остром (18 лютого 1928, Нью-Йорк, США — 16 липня 2005, Личфілд, Коннектикут, США) — американський палеонтолог, який в 1960-х здійснив революцію в сучасному уявленні про динозаврів, коли висунув припущення, що динозаври більше схожі на величезних нелітаючих птахів, ніж на ящерів (або «заврів»).
Навчався в Юніон-коледжі. Готувався стати лікарем, як і його батько, але змінив свою думку після прочитання книги Джорджа Гейлорда Сімпсона «Сенс еволюції». Продовжив навчання у Колумбійський університет, де навчався разом з майбутнім видатним палеонтологом Едвіном Колбертом.
Викладав протягом одного року в Бруклінському коледжі, потім протягом п'яти років — в Белоітському коледжі.
Був професором Єльського університету та Почесним Куратором «Палеонтології хребетних» Музею природної історії Пібоді, який має велику колекцію копалин, започатковану Отніелом Чарлзом Маршем.
Ідею про теплокровність динозаврів вперше запропонував Томас Генрі Гакслі у 1860-х, але вона не отримала належної підтримки з боку інших вчених. Перша оглядова робота Острома на тему остеології і філогенетики археоптерикса вийшла у 1976 році.
Помер від ускладнень хвороби Альцгеймера у віці 77 років.